# Morti il 30 maggio
| Questa pagina contiene informazioni ricavate automaticamente dalle voci biografiche con l'ausilio del template Bio e di un bot. L'aggiornamento è periodico e automatico e ricostruisce completamente la pagina. Se manca una persona in questa lista, sei pregato di non aggiungerla, ma accertati piuttosto che la sua voce biografica contenga il template Bio e che i dati anagrafici siano correttamente compilati. Se il template Bio manca, inseriscilo tu stesso o, in alternativa, metti l'avviso {{tmp\|Bio}} che ne segnala la mancanza. Se i dati riportati sono sbagliati, correggi direttamente la voce biografica; le modifiche saranno visibili in questa lista entro pochi giorni. Per chiarimenti vedi il progetto biografie. La lista contiene solo le 461 persone che sono citate nell'enciclopedia e per le quali è stato implementato correttamente il template Bio. Pagina aggiornata al 13 ago 2025. |

## IV secolo(2)
- 375 - Emmelia di Cesarea, santa romana
- 383 - Isacco di Dalmazia

## VII secolo(1)
- 680 - Anastasio di Pavia, vescovo italiano

## VIII secolo(1)
- 727 - Uberto di Liegi, vescovo e santo franco (n. 656)

## XI secolo(1)
- 1035 - Baldovino IV di Fiandra, conte

## XII secolo(4)
- 1108 - García Ordóñez, militare spagnolo
- 1159 - Ladislao II l'Esiliato, duca polacca (n. 1105)
- 1171 - Vladimiro III Mstislavič, nobile russo (n. 1132)
- 1185 - Costantino Macroducas, nobile bizantino

## XIII secolo(4)
- 1210 - Roffredo dell'Isola, cardinale e abate italiano
- 1211 - Gregorio Carelli, cardinale italiano
- 1227 - Guala Bicchieri, cardinale e diplomatico italiano
- 1252 - Ferdinando III di Castiglia, re (n. 1201)

## XIV secolo(2)
- 1306 - Isabella di Beauchamp, nobile inglese
- 1396 - Jaume de Prades i de Foix, vescovo spagnolo (n. 1341)

## XV secolo(8)
- 1416 - Girolamo da Praga, teologo ceco
- 1417 - Guglielmo II di Baviera-Straubing, nobile (n. 1365)
- 1422 - Taejong di Joseon, sovrano coreano (n. 1367)
- 1431 - Giovanna d'Arco, condottiera e santa francese (n. 1412)
- 1434 - Procopio il Grande, presbitero e militare ceco (n. 1380)
- 1453 - Girolamo Minotto, politico italiano
- 1472 - Giacometta di Lussemburgo, nobile francese
- 1487 - Michele di Vieri, poeta italiano (n. 1469)

## XVI secolo(10)
- 1503 - Barbara Gonzaga, nobile italiana (n. 1455)
- 1519 - Paola Gonzaga, nobile italiana (n. 1486)
- 1542 - Jeanne Françoise de Foix, nobildonna francese
- 1557 - Heinrich von Galen, nobile tedesco (n. 1480)
- 1568 - Lorenzo Pagni, notaio, politico e diplomatico italiano (n. 1490)
- 1574 - Carlo IX di Francia, sovrano (n. 1550)
- 1582 - Luke Kirby, presbitero inglese (n. 1549)
- 1590 - Camilla Martelli, italiana (n. 1547)
- 1593 - Christopher Marlowe, drammaturgo, poeta e traduttore britannico (n. 1564)
- 1594 - Bálint Balassi, poeta ungherese (n. 1554)

## XVII secolo(12)
- 1606 - Guru Arjan, indiano (n. 1563)
- 1616 - Melchisedech Longhena, scultore e ingegnere italiano (n. 1566)
- 1620 - Matthias Hovius, arcivescovo cattolico belga (n. 1542)
- 1639 - Metrofane di Alessandria, arcivescovo ortodosso greco (n. 1589)
- 1640 - André Duchesne, storico e geografo francese (n. 1584)
- 1640 - Peter Paul Rubens, pittore fiammingo (n. 1577)
- 1642 - Guido Casoni, poeta, latinista e giurista italiano (n. 1561)
- 1643 - Cornelio Frangipane il Giovane, giurista, astrologo e poeta italiano (n. 1553)
- 1655 - Cristiano di Brandeburgo-Bayreuth, nobile tedesco (n. 1581)
- 1682 - Thomas Case, religioso inglese (n. 1598)
- 1695 - Pierre Mignard, pittore francese (n. 1612)
- 1700 - Godfried Maes, pittore fiammingo (n. 1649)

## XVIII secolo(25)
- 1701 - Theophilus Hastings, VII conte di Huntingdon, politico inglese (n. 1650)
- 1704 - Emmanuele Lebrecht di Anhalt-Köthen, principe tedesco (n. 1671)
- 1712 - Andrea Lanzani, pittore italiano (n. 1641)
- 1714 - Gottfried Arnold, teologo e storico tedesco (n. 1666)
- 1718 - Arnold Joost van Keppel, I conte di Albemarle, ufficiale olandese (n. 1670)
- 1730 - Arabella Churchill, inglese (n. 1648)
- 1731 - Violante Beatrice di Baviera, principessa e politica tedesca (n. 1673)
- 1744 - Alexander Pope, poeta inglese (n. 1688)
- 1748 - Joseph Joachim Edlinger, liutaio ceco (n. 1693)
- 1749 - Sofia Carlotta d'Assia-Kassel, duchessa (n. 1678)
- 1755 - Patrick Graham, politico britannico
- 1756 - Cristiano Ludovico II di Meclemburgo-Schwerin, duca (n. 1683)
- 1756 - Gottfried Heinrich Krohne, architetto tedesco (n. 1703)
- 1757 - Maria Francesca Gonzaga, nobildonna spagnola (n. 1731)
- 1760 - Giovanna di Holstein-Gottorp, principessa tedesca (n. 1712)
- 1768 - Harry Grey, IV conte di Stamford, nobile britannico (n. 1715)
- 1768 - Eggert Ólafsson, esploratore e scrittore islandese (n. 1726)
- 1770 - François Boucher, pittore francese (n. 1703)
- 1771 - Francesco Vandelli, astronomo e matematico italiano (n. 1694)
- 1778 - Voltaire, filosofo, drammaturgo e storico francese (n. 1694)
- 1779 - Johann Friedrich Hahn, poeta tedesco (n. 1753)
- 1784 - Pierre-Élisabeth de Fontanieu, funzionario francese (n. 1731)
- 1785 - Gian Gabriello Maccafani, scrittore italiano (n. 1762)
- 1789 - Jacques-Philippe de Choiseul, generale francese (n. 1727)
- 1792 - Domenico Cerato, architetto e presbitero italiano (n. 1715)

## XIX secolo(42)
- 1801 - John Millar, economista, filosofo e storico scozzese (n. 1735)
- 1804 - Ralph Izard, politico statunitense
- 1808 - Luigi Carlo di Borbone-Orléans, nobile (n. 1779)
- 1809 - Giulio Cesare Gattoni, gesuita e fisico italiano (n. 1741)
- 1809 - Mauro Picenardi, pittore italiano (n. 1735)
- 1813 - Jean-Baptiste Frédéric Desmarais, pittore francese (n. 1756)
- 1817 - Tristram Dalton, politico statunitense (n. 1738)
- 1819 - Charles Louis François de Paule de Barentin, politico francese (n. 1738)
- 1825 - Johann Ernst Fabri, geografo, statistico e storico tedesco (n. 1755)
- 1826 - André Coindre, presbitero francese (n. 1787)
- 1826 - Germanos, vescovo ortodosso greco (n. 1776)
- 1826 - Giovanni Antonio Santarelli, scultore e medaglista italiano (n. 1758)
- 1828 - Friedrich Georg Weitsch, pittore tedesco (n. 1758)
- 1829 - Luigi Aloisio di Hohenlohe-Waldenburg-Bartenstein, nobile e generale tedesco (n. 1765)
- 1833 - Josef Slavík, violinista e compositore boemo (n. 1806)
- 1839 - Francesco Borghese, nobile, militare e politico italiano (n. 1776)
- 1839 - Jean Antoine Verdier, generale francese (n. 1767)
- 1843 - Antonio Basoli, pittore e incisore italiano (n. 1774)
- 1844 - Benedetto Frizzi, medico e letterato italiano (n. 1757)
- 1847 - Giuseppe Borghi, letterato italiano (n. 1790)
- 1851 - Esprit Requien, botanico e paleontologo francese (n. 1788)
- 1854 - Cesare Agostini, patriota e politico italiano (n. 1803)
- 1854 - Peregrine Maitland, crickettista e generale britannico (n. 1777)
- 1855 - Ahmad I ibn Mustafa, sovrano tunisino (n. 1806)
- 1856 - Charles-René de Bombelles, nobile, militare e politico francese (n. 1785)
- 1864 - Nicolas Glasson, politico e giudice svizzero (n. 1817)
- 1867 - Francesco Verasis Asinari, nobile, politico e militare italiano (n. 1826)
- 1871 - Francesco Marchi, economista italiano (n. 1822)
- 1876 - Josef Kriehuber, pittore austriaco (n. 1800)
- 1879 - Domenico Serra, politico italiano (n. 1805)
- 1880 - James Planché, scrittore e drammaturgo inglese (n. 1796)
- 1882 - Carlo Naya, fotografo italiano (n. 1816)
- 1882 - William Barton Rogers, geologo statunitense (n. 1804)
- 1885 - Giuseppe Botero, educatore e scrittore italiano (n. 1815)
- 1887 - Giuseppe Elia, imprenditore e politico italiano (n. 1821)
- 1888 - Louis Buvelot, pittore svizzero (n. 1814)
- 1888 - Girolamo Della Valle, politico italiano (n. 1819)
- 1891 - Gaetano Alimonda, cardinale e arcivescovo cattolico italiano (n. 1818)
- 1891 - Guglielmina Maria di Danimarca, principessa danese (n. 1808)
- 1893 - Girolamo Ardizzone, editore e giornalista italiano (n. 1824)
- 1895 - Giuseppe Marello, vescovo cattolico italiano (n. 1844)
- 1897 - Jeanne Arnould-Plessy, attrice teatrale francese (n. 1819)

## XX secolo(213)
- 1901 - Victor D'Hondt, matematico e giurista belga (n. 1841)
- 1901 - Wilhelm von Bismarck, politico, militare e nobile tedesco (n. 1852)
- 1903 - Harry Elkes, pistard statunitense (n. 1878)
- 1904 - Federico Guglielmo di Meclemburgo-Strelitz, sovrano tedesco (n. 1819)
- 1905 - Carlo Corsi, generale, scrittore e storico italiano (n. 1826)
- 1906 - Michael Davitt, politico irlandese (n. 1846)
- 1907 - Maxwell Masters, botanico inglese (n. 1833)
- 1910 - Filippo Zamboni, poeta e scrittore italiano (n. 1826)
- 1911 - Milton Bradley, imprenditore statunitense (n. 1836)
- 1911 - Arturo Faldi, pittore italiano (n. 1856)
- 1912 - Fratelli Wright, pioniere dell'aviazione, ingegnere e inventore statunitense (n. 1867)
- 1913 - Camille Langevin, operaio francese (n. 1843)
- 1915 - Marcelo Azcárraga Palmero, generale e politico spagnolo (n. 1832)
- 1915 - Maurice Guichard, calciatore francese (n. 1884)
- 1915 - Giorgio Masi, magistrato e politico italiano (n. 1836)
- 1916 - Kaspar Decurtins, sociologo, storiografo e politico svizzero (n. 1855)
- 1916 - Adolph Frank, chimico, ingegnere e imprenditore tedesco (n. 1834)
- 1916 - Nikolaj Kynin, calciatore russo (n. 1890)
- 1916 - Carlo Stuparich, scrittore e patriota italiano (n. 1894)
- 1917 - Vladislav Petković Dis, poeta serbo (n. 1880)
- 1918 - Georgij Valentinovič Plechanov, filosofo, politologo e critico letterario russo (n. 1856)
- 1918 - Frederick Trump, imprenditore tedesco (n. 1869)
- 1919 - Roberto Chery, calciatore uruguaiano (n. 1896)
- 1919 - Charles De Fernex, calciatore italiano (n. 1881)
- 1923 - Domenico Mazzoni, pittore italiano (n. 1852)
- 1924 - Amélie Beaury-Saurel, pittrice francese (n. 1848)
- 1925 - Stefano Donaudy, compositore italiano (n. 1879)
- 1925 - Arthur Moeller van den Bruck, storico e scrittore tedesco (n. 1876)
- 1926 - Pier Enrico Astorri, scultore italiano (n. 1882)
- 1926 - Vladimir Andreevič Steklov, matematico russo (n. 1864)
- 1929 - Samuel Parsons Scott, avvocato, banchiere e traduttore statunitense (n. 1846)
- 1929 - Herbert Christopher Robinson, zoologo, ornitologo e naturalista britannico (n. 1874)
- 1931 - Karl Inama von Sternegg, genealogista e araldista austriaco (n. 1871)
- 1931 - Joseph Knecht, direttore d'orchestra statunitense (n. 1864)
- 1931 - Francesco Lo Sardo, politico italiano (n. 1871)
- 1933 - William Elkin, astronomo statunitense (n. 1855)
- 1933 - Semën Aranovič Geršgorin, matematico sovietico (n. 1901)
- 1934 - Giovanni Targioni-Tozzetti, librettista e politico italiano (n. 1863)
- 1934 - Tōgō Heihachirō, ammiraglio giapponese (n. 1848)
- 1936 - Homer Watson, pittore canadese (n. 1855)
- 1937 - Edoardo Gioja, pittore, decoratore e fotografo italiano (n. 1862)
- 1938 - Igino Maria Serci Vaquer, vescovo cattolico italiano (n. 1884)
- 1939 - Murdo MacKenzie, imprenditore britannico (n. 1850)
- 1940 - Leo-Paul Billeter, calciatore svizzero (n. 1913)
- 1940 - Nicola Festa, filologo classico, grecista e politico italiano (n. 1866)
- 1940 - Mickey MacKay, hockeista su ghiaccio statunitense (n. 1894)
- 1941 - Raffaello Bertieri, editore, designer e tipografo italiano (n. 1875)
- 1941 - Prajadhipok, sovrano thailandese (n. 1893)
- 1942 - Fred Spackman, calciatore britannico (n. 1878)
- 1943 - Paul Nobuo Tatsuguchi, chirurgo giapponese (n. 1911)
- 1943 - Giulio Cesare Teloni, assiriologo italiano (n. 1857)
- 1944 - Eugenio Colorni, filosofo, politico e antifascista italiano (n. 1909)
- 1944 - Jessie Ralph, attrice statunitense (n. 1864)
- 1944 - Newman Samuel, tuffatore statunitense (n. 1880)
- 1944 - William Sorelle, attore canadese (n. 1877)
- 1944 - Delfino Thermignon, direttore di coro e compositore italiano (n. 1861)
- 1945 - August Lösch, economista tedesco (n. 1906)
- 1945 - Acácio Mesquita, calciatore portoghese (n. 1909)
- 1946 - David Hamilton Jackson, attivista danese (n. 1884)
- 1946 - Adolfo Marama Toyo, pilota motociclistico e progettista italiano
- 1946 - Charles Paterno, imprenditore italiano (n. 1878)
- 1946 - Louis Slotin, fisico canadese (n. 1910)
- 1947 - Domingo Careaga, calciatore spagnolo (n. 1897)
- 1947 - Georg Ludwig von Trapp, ufficiale austro-ungarico (n. 1880)
- 1949 - Charles Hutchison, attore, regista e sceneggiatore statunitense (n. 1879)
- 1949 - Emmanuel Célestin Suhard, cardinale e arcivescovo cattolico francese (n. 1874)
- 1950 - Bert Angeles, regista, sceneggiatore e attore britannico
- 1950 - Léopold Ramus, schermidore francese (n. 1868)
- 1950 - Feliks Steuer, linguista, insegnante e scrittore polacco (n. 1889)
- 1950 - William Townley, allenatore di calcio e calciatore inglese (n. 1866)
- 1950 - Anton von Mailly, scrittore, etnologo e storico austriaco (n. 1874)
- 1951 - Hermann Broch, scrittore e drammaturgo austriaco (n. 1886)
- 1951 - Stefano Cavazzoni, politico italiano (n. 1881)
- 1951 - Antonino Fazio, militare italiano (n. 1893)
- 1951 - Bernard de Lattre de Tassigny, ufficiale francese (n. 1928)
- 1952 - Albert Lasker, pubblicitario e filantropo statunitense (n. 1880)
- 1953 - George Barnes, direttore della fotografia statunitense (n. 1892)
- 1953 - Carl Scarborough, pilota automobilistico statunitense (n. 1914)
- 1953 - Dooley Wilson, attore e cantante statunitense (n. 1886)
- 1954 - Ahmad Amin, storico egiziano (n. 1886)
- 1954 - Joe Blewitt, mezzofondista e siepista britannico (n. 1895)
- 1954 - Ettore Castronovo, radiologo italiano (n. 1894)
- 1955 - Tullio Marchetti, generale e agente segreto italiano (n. 1871)
- 1955 - Jack George Taylor, nuotatore statunitense (n. 1931)
- 1955 - Bill Vukovich, pilota automobilistico statunitense (n. 1918)
- 1956 - Giuseppe Lampis, magistrato italiano (n. 1886)
- 1956 - George Levick, chirurgo e esploratore britannico (n. 1877)
- 1956 - Carl Alexander Neuberg, biochimico tedesco (n. 1877)
- 1957 - Anteo Carapezzi, ciclista su strada, pistard e dirigente sportivo italiano (n. 1876)
- 1957 - Piero Carini, pilota automobilistico italiano (n. 1921)
- 1957 - Soava Gallone, attrice e sceneggiatrice polacca (n. 1880)
- 1957 - Emilio Giglioli, generale italiano (n. 1888)
- 1958 - Karl Jaberg, linguista e filologo svizzero (n. 1877)
- 1958 - Pat O'Connor, pilota automobilistico statunitense (n. 1928)
- 1959 - Hesperia, attrice cinematografica italiana (n. 1885)
- 1960 - Alfredo Bennicelli, generale italiano (n. 1879)
- 1960 - Evgenija Jakovlevna Bugoslavskaja, astronoma sovietica (n. 1899)
- 1960 - Boris Pasternak, scrittore e poeta russo (n. 1890)
- 1961 - Werner Richard Heymann, compositore tedesco (n. 1896)
- 1961 - Joseph Pearman, marciatore statunitense (n. 1892)
- 1961 - Antonio Powolny, calciatore austriaco (n. 1899)
- 1961 - Rafael Leónidas Trujillo, politico e generale dominicano (n. 1891)
- 1962 - Pierre Gilliard, docente svizzero (n. 1879)
- 1963 - Otto Preißecker, pattinatore artistico su ghiaccio austriaco (n. 1898)
- 1964 - José Quirante, calciatore e allenatore di calcio spagnolo (n. 1883)
- 1964 - Eddie Sachs, pilota automobilistico statunitense (n. 1927)
- 1964 - Leó Szilárd, fisico, inventore e scrittore ungherese (n. 1898)
- 1965 - Louis Trolle Hjelmslev, linguista e glottologo danese (n. 1899)
- 1965 - Ramón Torras, pilota motociclistico spagnolo (n. 1942)
- 1966 - Wäinö Aaltonen, scultore e pittore finlandese (n. 1894)
- 1967 - Alfred Brinckmann, scacchista tedesco (n. 1891)
- 1967 - Claude Rains, attore e docente britannico (n. 1889)
- 1968 - Martin Noth, ebraista tedesco (n. 1902)
- 1969 - Henry Aubrey-Fletcher, scrittore e militare britannico (n. 1887)
- 1969 - Billy Lacey, calciatore irlandese (n. 1889)
- 1970 - Giacinto Artale, politico italiano (n. 1906)
- 1970 - Estelle Roberts, britannica (n. 1889)
- 1970 - Haakon Sörvik, ginnasta svedese (n. 1886)
- 1971 - Emilio Bergamini, calciatore italiano (n. 1907)
- 1971 - Marcel Dupré, organista, pianista e compositore francese (n. 1886)
- 1971 - Dino Lilli, architetto italiano (n. 1898)
- 1971 - Casimiro Morcillo González, arcivescovo cattolico spagnolo (n. 1904)
- 1971 - Mario Moschi, scultore e medaglista italiano (n. 1896)
- 1973 - Jørgen Andersen, ginnasta norvegese (n. 1886)
- 1973 - Bob Royer, cestista statunitense (n. 1927)
- 1974 - Giancarlo Esposti, terrorista italiano (n. 1949)
- 1975 - Edoardo Clerici, avvocato e politico italiano (n. 1898)
- 1975 - James Mitchell, calciatore inglese (n. 1897)
- 1975 - Steve Prefontaine, mezzofondista statunitense (n. 1951)
- 1975 - Tatsuo Shimabuku, maestro di karate giapponese (n. 1908)
- 1975 - Michel Simon, attore svizzero (n. 1895)
- 1976 - Max Carey, giocatore di baseball e allenatore di baseball statunitense (n. 1890)
- 1976 - Washington Etchamendi, allenatore di calcio uruguaiano (n. 1921)
- 1976 - Miroslav Feldman, drammaturgo e poeta croato (n. 1899)
- 1976 - Mitsuo Fuchida, militare giapponese (n. 1902)
- 1976 - Gabriel Peña, cestista ecuadoriano (n. 1924)
- 1976 - Hugo Rignold, direttore d'orchestra e violinista inglese (n. 1905)
- 1977 - Paul Desmond, sassofonista, compositore e clarinettista statunitense (n. 1924)
- 1978 - Giuseppe Di Cristina, mafioso italiano (n. 1923)
- 1978 - Gotthard Handrick, pentatleta e aviatore tedesco (n. 1908)
- 1978 - Tetsu Katayama, politico giapponese (n. 1887)
- 1978 - Jean Rougeul, attore, regista e critico cinematografico francese (n. 1905)
- 1979 - Nicola De Simone, calciatore italiano (n. 1954)
- 1980 - László Kalmár, regista e sceneggiatore ungherese (n. 1900)
- 1980 - Carl Radle, bassista statunitense (n. 1942)
- 1980 - Tu Guangqi, regista e sceneggiatore cinese (n. 1914)
- 1981 - Sven Andersson, calciatore svedese (n. 1907)
- 1981 - Gwendolyn B. Bennett, poetessa, scrittrice e giornalista statunitense (n. 1902)
- 1981 - Peter Lindgren, attore svedese (n. 1915)
- 1981 - Nino Pedretti, poeta e traduttore italiano (n. 1923)
- 1981 - Ziaur Rahman, generale e politico bangladese (n. 1936)
- 1983 - Alfred Gruenther, generale statunitense (n. 1889)
- 1983 - Burnett Guffey, direttore della fotografia statunitense (n. 1905)
- 1983 - Joseph Siquet, ciclista su strada belga (n. 1901)
- 1984 - Harold Cottam, ufficiale britannico (n. 1891)
- 1984 - Tex Gibbons, cestista statunitense (n. 1907)
- 1984 - Al Hubbard, fumettista statunitense (n. 1913)
- 1985 - George K. Arthur, attore e comico britannico (n. 1899)
- 1985 - Vittorio Bardini, politico e partigiano italiano (n. 1903)
- 1985 - Roberto Costa, partigiano, giornalista e scrittore italiano (n. 1920)
- 1985 - Gustav Jaenecke, hockeista su ghiaccio e tennista tedesco (n. 1908)
- 1985 - Gianni Mantero, ingegnere, architetto e incisore italiano (n. 1897)
- 1986 - Perry Ellis, stilista statunitense (n. 1940)
- 1986 - Boy Gobert, attore tedesco (n. 1925)
- 1986 - Hank Mobley, sassofonista e compositore statunitense (n. 1930)
- 1986 - Anatolij Sitnikov, ingegnere sovietico (n. 1940)
- 1987 - Frank Carlson, politico statunitense (n. 1893)
- 1987 - Miyuki Ishikawa, serial killer giapponese (n. 1897)
- 1987 - Honorino Landa, allenatore di calcio e calciatore cileno (n. 1942)
- 1987 - Hilde Weissner, attrice tedesca (n. 1909)
- 1988 - Isaline Crivelli, sciatrice alpina, golfista e pittrice italiana (n. 1903)
- 1988 - Ella Raines, attrice statunitense (n. 1920)
- 1989 - Gianfranco Cimmino, matematico italiano (n. 1908)
- 1989 - Jane Fauntz, tuffatrice e nuotatrice statunitense (n. 1910)
- 1989 - James Harry Lacey, militare e aviatore britannico (n. 1917)
- 1989 - Zinka Milanov, soprano croato (n. 1906)
- 1989 - Claude Pepper, politico statunitense (n. 1900)
- 1990 - John Caister Bennett, astronomo sudafricano (n. 1914)
- 1991 - Filip Bonačić, pallanuotista jugoslavo (n. 1911)
- 1991 - Francesco Meregalli, allenatore di calcio e calciatore italiano (n. 1918)
- 1991 - Eugene Oberst, giavellottista, giocatore di football americano e allenatore di football americano statunitense (n. 1901)
- 1991 - Francesco Ricci, presbitero italiano (n. 1930)
- 1992 - Karl Carstens, politico tedesco (n. 1914)
- 1992 - Elly Joenara, attrice e produttrice cinematografica indonesiana (n. 1923)
- 1992 - James Ernest Lamy, bobbista statunitense (n. 1928)
- 1992 - Bruno Maini, calciatore e allenatore di calcio italiano (n. 1908)
- 1992 - Antoni Zygmund, matematico polacco (n. 1900)
- 1993 - Gisella Floreanini, politica italiana (n. 1906)
- 1993 - Lien Gisolf, altista olandese (n. 1910)
- 1993 - Melvin Spencer Newman, chimico statunitense (n. 1908)
- 1993 - Sun Ra, pianista, compositore e poeta statunitense (n. 1914)
- 1993 - Solly Yach, pallanuotista sudafricano (n. 1927)
- 1994 - Marcel Bich, nobile e imprenditore italiano (n. 1914)
- 1994 - Agostino Di Bartolomei, calciatore italiano (n. 1955)
- 1994 - Juan Carlos Onetti, scrittore e giornalista uruguaiano (n. 1909)
- 1994 - István Tamássy, calciatore ungherese (n. 1910)
- 1995 - Glenn Burke, giocatore di baseball statunitense (n. 1952)
- 1995 - Ted Drake, calciatore, allenatore di calcio e crickettista britannico (n. 1912)
- 1995 - Antonio Flores, cantautore e attore spagnolo (n. 1961)
- 1995 - Giuseppe Sartore, ciclista su strada italiano (n. 1937)
- 1995 - Bobby Stokes, calciatore inglese (n. 1951)
- 1996 - Léon-Étienne Duval, cardinale e arcivescovo cattolico francese (n. 1903)
- 1996 - Alo Mattiisen, cantante estone (n. 1961)
- 1997 - Béla Barényi, ingegnere austro-ungarico (n. 1907)
- 1997 - West Arkeen, chitarrista, compositore e percussionista statunitense (n. 1960)
- 1998 - Jozef Balázsy, calciatore cecoslovacco (n. 1919)
- 1998 - Aldo Ghedin, organista italiano (n. 1926)
- 1998 - Max Prieto, calciatore messicano (n. 1919)
- 1999 - Mario Foglia, allenatore di calcio e calciatore italiano (n. 1921)
- 1999 - John Proctor, funzionario statunitense (n. 1926)
- 2000 - Tex Beneke, sassofonista, cantante e direttore d'orchestra statunitense (n. 1914)
- 2000 - Salvatore D'Angelo, presbitero e politico italiano (n. 1920)
- 2000 - Bill Thomas, costumista statunitense (n. 1921)

## XXI secolo(135)
- 2001 - Terry Gathercole, nuotatore australiano (n. 1935)
- 2001 - John Pickering, allenatore di calcio e calciatore inglese (n. 1944)
- 2001 - Renee Schuurman, tennista sudafricana (n. 1939)
- 2002 - Lino Innocenti, politico italiano (n. 1928)
- 2002 - Mario Lago, attore, poeta e cantante brasiliano (n. 1911)
- 2002 - Walter Laird, danzatore britannico (n. 1920)
- 2003 - Mario Mattioli, pallavolista e allenatore di pallavolo italiano (n. 1945)
- 2003 - Mickie Most, produttore discografico britannico (n. 1938)
- 2003 - Günter Pfitzmann, attore, doppiatore e cabarettista tedesco (n. 1924)
- 2003 - Silvester Sabolčki, calciatore croato (n. 1979)
- 2004 - Luciano Minguzzi, scultore, medaglista e incisore italiano (n. 1911)
- 2004 - Gérard de Sède, scrittore francese (n. 1921)
- 2004 - Ed Stanczak, cestista statunitense (n. 1921)
- 2004 - Klavdija Točënova, pesista sovietica (n. 1921)
- 2005 - Fortunato Caprilli, tenore italiano (n. 1908)
- 2005 - Antonio Colonnello, attore teatrale e doppiatore italiano (n. 1938)
- 2005 - Hans Martin, ciclista su strada svizzero (n. 1913)
- 2006 - Boštjan Hladnik, regista sloveno (n. 1929)
- 2006 - Shōhei Imamura, regista e sceneggiatore giapponese (n. 1926)
- 2006 - Romuald Markowski, cestista, pallavolista e allenatore di pallacanestro polacco (n. 1922)
- 2006 - Robert Sterling, attore statunitense (n. 1917)
- 2006 - Arnaldo D'Addario, archivista e storico italiano (n. 1922)
- 2007 - Jean-Claude Brialy, attore, regista e sceneggiatore francese (n. 1933)
- 2007 - William Meredith, poeta statunitense (n. 1919)
- 2007 - Evgenij Mišakov, hockeista su ghiaccio sovietico (n. 1941)
- 2007 - Werner Schley, allenatore di calcio e calciatore svizzero (n. 1935)
- 2008 - Aníbal Bolzicco, cestista argentino
- 2008 - Gert Haucke, attore e scrittore tedesco (n. 1929)
- 2008 - Lorenzo Odone, statunitense (n. 1978)
- 2008 - Boris Šachlin, ginnasta sovietico (n. 1932)
- 2009 - Gunnar Arnesen, calciatore norvegese (n. 1927)
- 2009 - Luís Cabral, politico guineense (n. 1931)
- 2009 - Eva Dawes, altista canadese (n. 1912)
- 2009 - Jamie Dawson, cestista statunitense (n. 1922)
- 2009 - Roberto Falaschi, ciclista su strada italiano (n. 1931)
- 2009 - Ephraim Katzir, biofisico israeliano (n. 1916)
- 2009 - Emilio Lavezzari, calciatore italiano (n. 1928)
- 2009 - Ja'far al-Nimeyri, generale e politico sudanese (n. 1930)
- 2009 - Nico Orengo, scrittore, giornalista e poeta italiano (n. 1944)
- 2010 - Jurij Česnokov, pallavolista, allenatore di pallavolo e dirigente sportivo sovietico (n. 1933)
- 2010 - Arturo Mezzedimi, architetto italiano (n. 1922)
- 2010 - Peter Orlovsky, poeta statunitense (n. 1933)
- 2011 - Biagio Agnes, giornalista e dirigente d'azienda italiano (n. 1928)
- 2011 - Antonio Bruschini, saggista, critico cinematografico e storico del cinema italiano (n. 1956)
- 2011 - Henri Chammartin, cavaliere svizzero (n. 1918)
- 2011 - Stanislaus A. James, politico santaluciano (n. 1919)
- 2011 - Filippo Mancuso, magistrato e politico italiano (n. 1922)
- 2011 - Sebastiano Milluzzo, pittore e scultore italiano (n. 1915)
- 2011 - Clarice Taylor, attrice statunitense (n. 1917)
- 2011 - Giorgio Tozzi, basso statunitense (n. 1923)
- 2011 - Rosalyn Yalow, biofisica statunitense (n. 1921)
- 2012 - Antonio Boscacci, alpinista, arrampicatore e scrittore italiano (n. 1949)
- 2012 - Pierre Ceyrac, gesuita e missionario francese (n. 1914)
- 2012 - Pete Cosey, chitarrista statunitense (n. 1943)
- 2012 - Andrew Huxley, fisiologo e biofisico inglese (n. 1917)
- 2012 - Arlette Poirier, attrice francese (n. 1926)
- 2012 - Jack Twyman, cestista statunitense (n. 1934)
- 2013 - Marie Angliviel de la Beaumelle, designer italiana (n. 1963)
- 2013 - Arquímedes Herrera, velocista venezuelano (n. 1935)
- 2013 - Paolo Pucci di Benisichi, diplomatico italiano (n. 1941)
- 2013 - Michael Tyrrell, criminale antiguo-barbudano (n. 1946)
- 2014 - Bruno Aragosti, musicista e arrangiatore italiano (n. 1924)
- 2014 - Henning Carlsen, regista e sceneggiatore danese (n. 1927)
- 2014 - Richard Dürr, calciatore svizzero (n. 1938)
- 2014 - Daverio Clementino Giovannetti, politico e sindacalista italiano (n. 1926)
- 2014 - Joan Lorring, attrice statunitense (n. 1926)
- 2014 - Hanna Maron, attrice tedesca (n. 1923)
- 2014 - Dante Oreste Orsenigo, politico italiano (n. 1926)
- 2014 - Neslişah Sultan, principessa ottomana (n. 1925)
- 2015 - Vladimir Arnautović, cestista e allenatore di pallacanestro serbo (n. 1971)
- 2015 - Michel Arpin, sciatore alpino e allenatore di sci alpino francese (n. 1935)
- 2015 - Beau Biden, politico, avvocato e militare statunitense (n. 1969)
- 2015 - Nicola Leanza, politico italiano (n. 1957)
- 2016 - Jan Aas, calciatore e allenatore di calcio norvegese (n. 1944)
- 2016 - Gianna Chiesa Isnardi, filologa e scrittrice italiana (n. 1949)
- 2016 - Maddalena Di Giacomo, editrice e gallerista italiana (n. 1950)
- 2017 - Wendell Burton, attore statunitense (n. 1947)
- 2017 - Antonio Nicola Cantalamessa, politico italiano (n. 1940)
- 2017 - Tom Graham, giocatore di football americano statunitense (n. 1950)
- 2018 - Ferenc Kovács, allenatore di calcio e calciatore ungherese (n. 1934)
- 2019 - Patricia Bath, oculista, filantropa e inventrice statunitense (n. 1942)
- 2019 - Michel Canac, sciatore alpino francese (n. 1956)
- 2019 - Thad Cochran, politico statunitense (n. 1937)
- 2019 - Leon Redbone, cantautore statunitense (n. 1949)
- 2019 - Frank Lucas, mafioso e collaboratore di giustizia statunitense (n. 1930)
- 2019 - Anthony Price, scrittore britannico (n. 1928)
- 2019 - Vincenzo Romano Salvia, pittore italiano (n. 1935)
- 2019 - Giuseppe Sandri, vescovo cattolico e missionario italiano (n. 1946)
- 2019 - Andrew Sinclair, scrittore, storico e biografo britannico (n. 1935)
- 2019 - Ante Sirković, calciatore jugoslavo (n. 1944)
- 2019 - Christa Welger, atleta paralimpica, arciera e nuotatrice tedesca (n. 1939)
- 2020 - Yawovi Agboyibo, politico togolese (n. 1943)
- 2020 - Michael Angelis, attore e doppiatore inglese (n. 1944)
- 2020 - Roger Decock, ciclista su strada belga (n. 1927)
- 2020 - Józef Grzesiak, pugile polacco (n. 1941)
- 2020 - Mady Mesplé, soprano francese (n. 1931)
- 2020 - Bobby Joe Morrow, velocista statunitense (n. 1935)
- 2020 - Jaroslava Georgievna Turylëva, doppiatrice, direttrice del doppiaggio e attrice sovietica (n. 1937)
- 2020 - Arievaldo Viana, poeta, conduttore radiofonico e illustratore brasiliano (n. 1967)
- 2020 - Károly Wieland, canoista ungherese (n. 1934)
- 2021 - Ralph Davis, cestista statunitense (n. 1938)
- 2021 - Jason Dupasquier, pilota motociclistico svizzero (n. 2001)
- 2021 - Claude Landini, cestista e allenatore di pallacanestro svizzero (n. 1926)
- 2021 - Rick Mitchell, velocista australiano (n. 1955)
- 2022 - Pietro Benedetti, calciatore italiano (n. 1926)
- 2022 - John G. Cawelti, scrittore statunitense (n. 1929)
- 2022 - Friedrich Christian Delius, scrittore e poeta tedesco (n. 1943)
- 2022 - Jeff Gladney, giocatore di football americano statunitense (n. 1996)
- 2022 - Milton Gonçalves, attore, drammaturgo e regista televisivo brasiliano (n. 1933)
- 2022 - Luigi Lombardi Satriani, antropologo e politico italiano (n. 1936)
- 2022 - Jacques Nicolaou, fumettista, illustratore e sceneggiatore francese (n. 1930)
- 2022 - Boris Pahor, scrittore sloveno (n. 1913)
- 2022 - Carlo Smuraglia, politico, avvocato e partigiano italiano (n. 1923)
- 2022 - Bob Talamini, giocatore di football americano statunitense (n. 1939)
- 2023 - John Beasley, attore statunitense (n. 1943)
- 2023 - Herbert Lieberman, drammaturgo e scrittore statunitense (n. 1933)
- 2023 - Raisa O'Farrill, pallavolista cubana (n. 1972)
- 2023 - Paolo Portoghesi, architetto e teorico dell'architettura italiano (n. 1931)
- 2024 - Tom Bower, attore statunitense (n. 1938)
- 2024 - Nora Cortiñas, attivista e psicologa argentina (n. 1930)
- 2024 - Trevor Edwards, calciatore gallese (n. 1937)
- 2024 - Kelvin Edward Felix, cardinale e arcivescovo cattolico dominicense (n. 1933)
- 2024 - Geneviève de Galard, infermiera francese (n. 1925)
- 2024 - Drew Gordon, cestista statunitense (n. 1990)
- 2025 - Michael Jude Byrnes, arcivescovo cattolico statunitense (n. 1958)
- 2025 - Giovanni Carbonella, politico italiano (n. 1946)
- 2025 - Prentis Hancock, attore britannico (n. 1942)
- 2025 - Tōji Kamata, filosofo giapponese (n. 1951)
- 2025 - Adriano Maggiani, archeologo, etruscologo e funzionario italiano (n. 1943)
- 2025 - Valerie Mahaffey, attrice statunitense (n. 1953)
- 2025 - Katarina Mazetti, scrittrice, giornalista e educatrice svedese (n. 1944)
- 2025 - Mario Primicerio, matematico e politico italiano (n. 1940)
- 2025 - Loretta Swit, attrice statunitense (n. 1937)
- 2025 - Renee Victor, attrice statunitense (n. 1938)
- 2025 - Emil Čuprenski, pugile bulgaro (n. 1960)

## Senza anno specificato(1)
- 1279 a.C. - Seti I, sovrano egizio